# Вілейсько-Мінська водна система

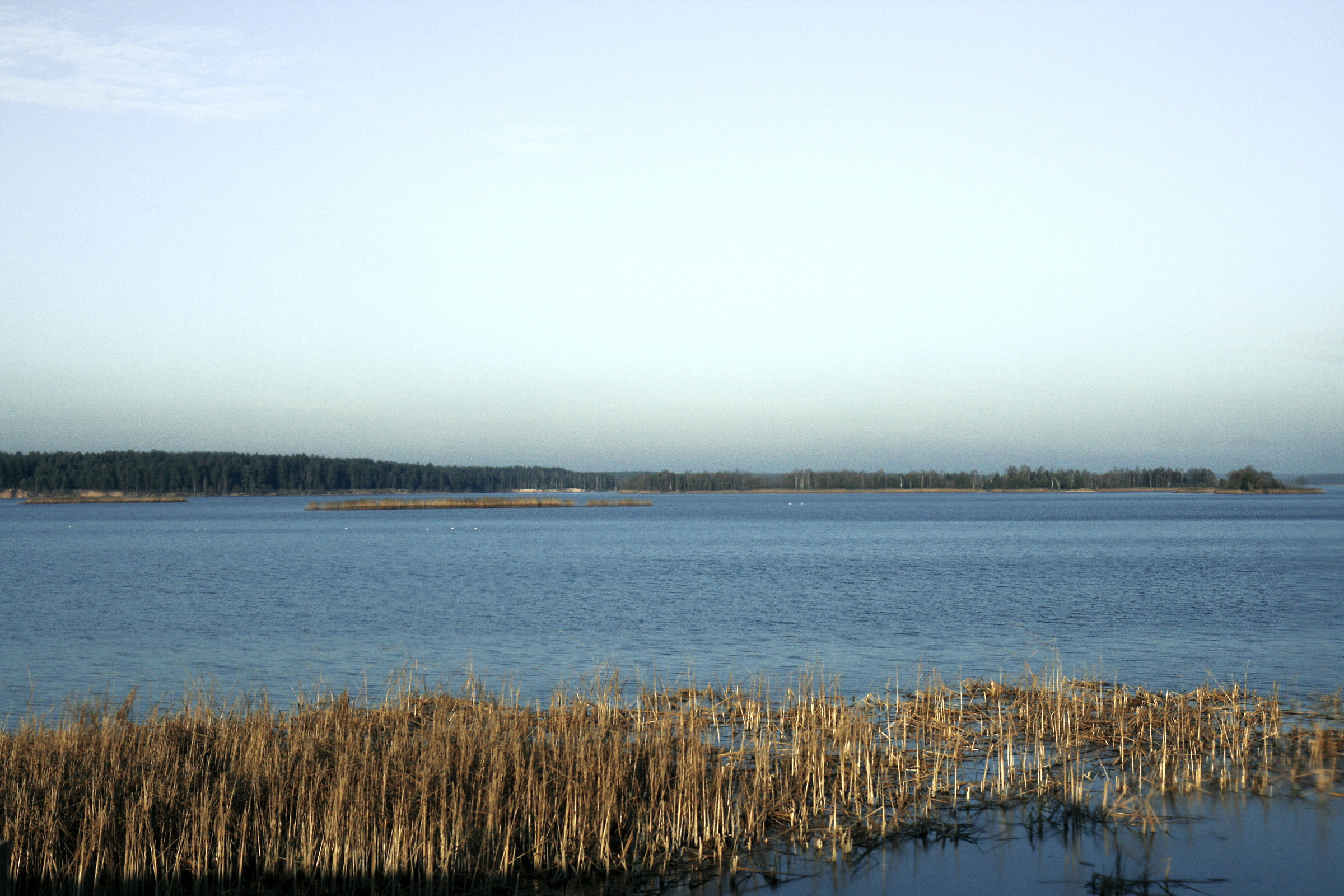
Вілейське водосховище

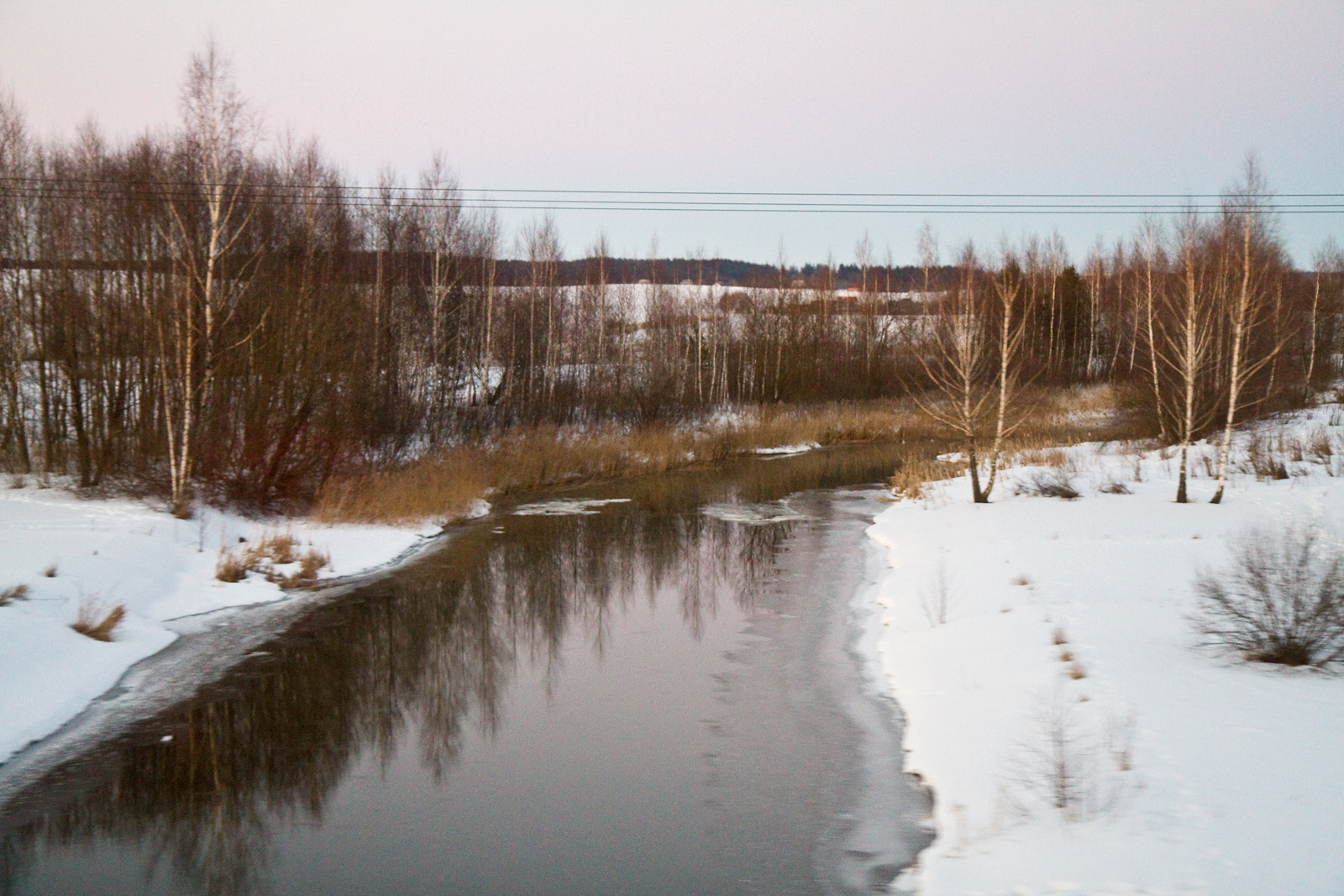
Головний канал Вілейсько-Мінської водної системи

Віле́йсько-Мі́нська во́дна систе́ма (біл. Вялéйска-Мéнская вóдная сыстэ́ма) — система водопостачання Мінська за допомогою перекидання води з річки Вілії (Няріса) (басейн Німана) у Свіслоч (басейн Дніпра). Будівництво розпочато у 1968 році і введено в експлуатацію — 15 січня 1976 року.
До складу Вілейсько-Мінської водної системи входить Вілейське водосховище, головне в системі і найбільше в Білорусі. Вілейське водосховище утворене на річці Вілії розташоване у водозбірному басейні Німану і лежить на 75 м нижче Мінська. Канал з Вілейського водоймища, по якому забирається вода в Заславське водосховище, має довжину 62,5 км. На трасі каналу є 5 насосних станцій потужністю 22 м3/год. кожна, які по чотирьом трубопроводах піднімають воду на 75 м до вододілу в районі Радошковичів і перекачують її в Заславське водосховище. Трасою каналу може перекидатися до 480 млн м3 води на рік. Заславське водоймище приймає з каналу вілейську воду.
Водосховища Крініца і Дрозди розташовані нижче Заславського водосховища на річці Свіслоч. За водосховищем Дрозди розташоване Комсомольське озеро.
По каскаду водоймищ на Свіслочі вілейська вода надходить до Мінська, далі йде в Березину. У межах міста Мінська споруджені водно-декоративні системи — Слепянська і Лошицька.
У результаті введення Вілейсько-Мінської водної системи відбулося істотне збільшення водянистості річки Свіслоч, покращилося водопостачання промисловості Мінська, проведені значні роботи з водяного благоустрою міста, створені нові водяні об'єкти, що поліпшили умови відпочинку населення в приміській зоні білоруської столиці. Проєкт було виконано авторським колективом УкрНДІводоканалпроєкт під керівництвом головного інженера проєкту Купчинського Григорія Леонтійовича (1911—1992).